# Gare de Montmélian
La gare de Montmélian est une gare ferroviaire française des lignes de Culoz à Modane (frontière) et de Grenoble à Montmélian. Elle est située sur le territoire de la commune de  Montmélian, dans le département de la Savoie, en région Auvergne-Rhône-Alpes.
C'est une gare de la Société nationale des chemins de fer français (SNCF), desservie par des trains TER Auvergne-Rhône-Alpes.

## Situation ferroviaire
La gare de bifurcation de Montmélian est située au point kilométrique (PK) 150,903 de la ligne de Culoz à Modane (frontière), entre les gares ouvertes de Chambéry - Challes-les-Eaux et de Saint-Pierre-d'Albigny, et au PK 49,766 de la ligne de Grenoble à Montmélian, après la gare de Pontcharra-sur-Bréda. Son altitude est de 286 m.
Le raccordement de Montmélian permet aux trains en provenance de la direction de Grenoble et en direction de Modane et vice-versa d'éviter le rebroussement en gare de Montmélian. Ce raccordement ne comporte toutefois pas de quais.

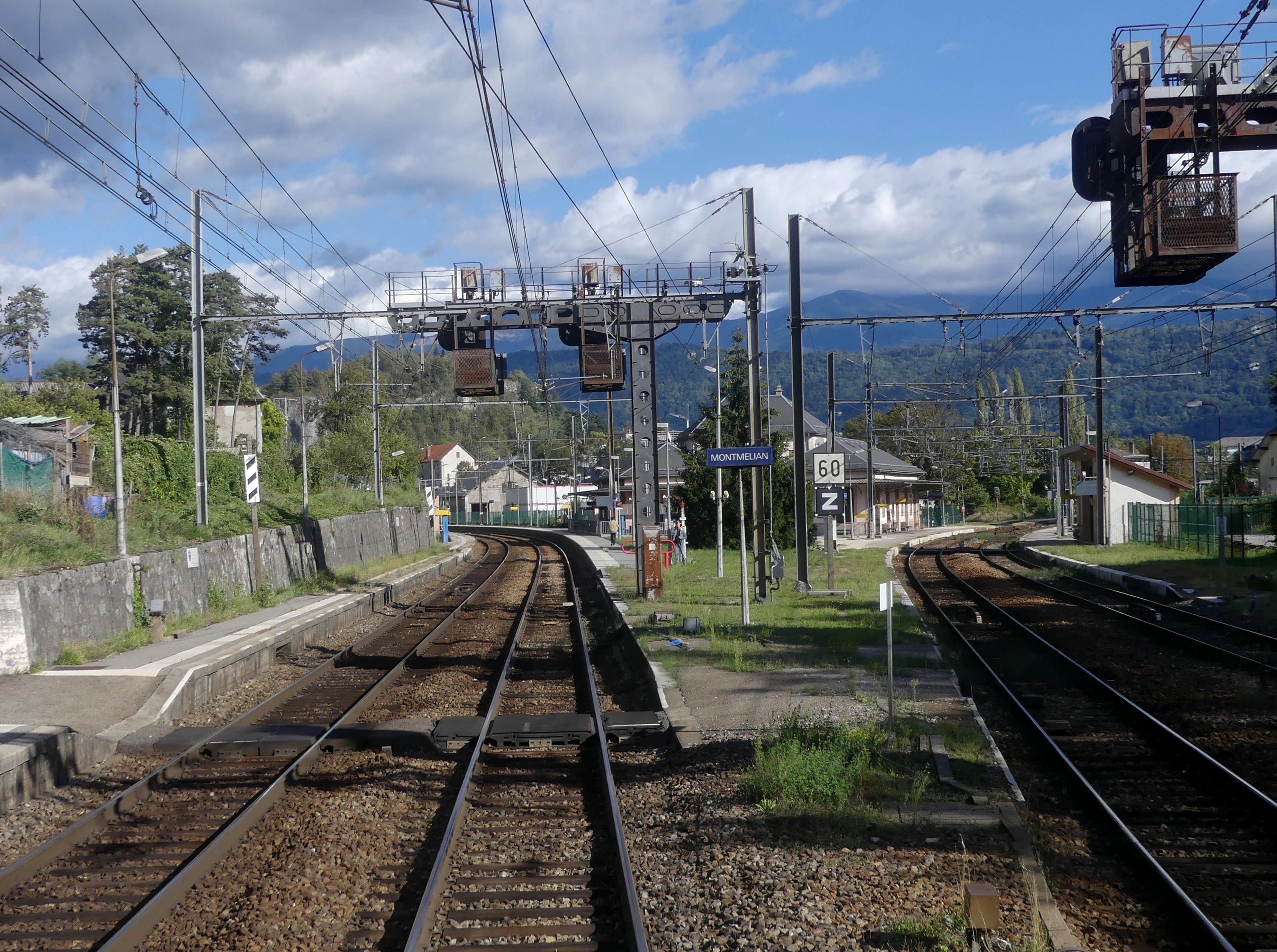
Vue de la ligne de la Maurienne à gauche et celle pour Grenoble à droite.

## Histoire
Le 20 octobre 1856 est mise en service la ligne d'Aix-les-Bains à Saint-Jean-de-Maurienne, par le royaume de Piémont-Sardaigne. Une station est créée à Montmélian à proximité de la commune voisine d'Arbin.
Le 11 juin 1860, à la suite du rattachement de la Savoie à la France, la ligne du Rhône (à Chanaz) à Saint-Jean-de-Maurienne est reprise par la Compagnie des chemins de fer de Paris à Lyon et à la Méditerranée (PLM). Dans le même temps est envisagée la création d'une nouvelle ligne de chemin entre Grenoble et Chambéry dont la jonction avec la ligne de la Maurienne s'effectuerait à Montmélian. En 1862, la municipalité de Francin valide la section du tracé de cette nouvelle ligne sur son territoire au sud de Montmélian ainsi que la création d'une gare à Francin. Cette nouvelle ligne de Grenoble à Montmélian est mise en service le 15 septembre 1864 par le PLM et conduit à la création d'une nouvelle gare située à la jonction des deux lignes, en remplacement de celle de 1853 près d'Arbin.
En 1979, à la suite de l'affaissement du pont ferroviaire de Montmélian sur l'Isère les turbotrains ETG en provenance de Valence ont dû être limités à Poncharra, un pont provisoire du génie militaire n'ayant pu être mis en place qu'en juillet 1980 dans l'attente de la reconstruction d'un nouvel ouvrage. Lors de la reconstruction de ce dernier, les emplacements des futurs supports-caténaires ont été prévus.
Le 9 décembre 2007, mise en service de l'horaire cadencé par la Région Rhône-Alpes avec renforcement de l'offre sur Valence-Ville - Grenoble - Annecy, et le 25 mai de la même année voyage de présentation à la Presse des nouveaux automoteurs bi-mode bi-courants B 82500 entre Chambéry et Grenoble.
En septembre 2009, mise en service progressive des B 82500 en remplacement des X 72500 sur la ligne du Sillon Alpin, Valence - Grenoble - Chambéry - Annecy/Genève et le 14 décembre, tous les trains Valence - Grenoble - Chambéry - Annecy/Genève desservent désormais la gare de Montmélian.
Après septembre 2012, les voies en direction du Grésivaudan sont remaniées dans le cadre de l'électrification du sillon alpin (y compris la voie unique joignant vers Saint-Pierre-d'Albigny). L'opération consiste à remplacer les anciens supports caténaires, de type tramway datant de 1925, par des caténaires normales, alimentées en 1 500 volts continu.

## Service des voyageurs

### Accueil
Gare SNCF, elle dispose d'un bâtiment voyageurs, avec guichet, ouvert tous les jours. Elle est équipée d'automates pour l'achat de titres de transport. On y trouve notamment une salle d'attente, des toilettes, et une boutique de presse.

### Dessertes
- TER Auvergne-Rhône-Alpes.
  - Ligne Modane - Chambéry - Challes-les-Eaux - Aix-les-Bains-Le Revard - Culoz - Ambérieu - Lyon-Part-Dieu
  - Ligne Bourg-Saint-Maurice - Moûtiers - Salins - Brides-les-Bains - Chambéry - Challes-les-Eaux - Aix-les-Bains-Le Revard - Culoz - Ambérieu - Lyon-Part-Dieu (liaison directe uniquement les samedis d'hiver).
  - Ligne Chambéry - Challes-les-Eaux - Aix-les-Bains-Le Revard - Bellegarde-sur-Valserine - Genève-Cornavin.
  - Ligne Chambéry - Challes-les-Eaux - Aix-les-Bains-Le Revard - Rumilly - Annecy.
  - Ligne Pontcharra-sur-Bréda - Allevard - Grenoble-Universités-Gières - Grenoble - Saint-Marcellin - Romans - Bourg-de-Péage - Valence TGV - Valence-Ville.
  - Ligne Pontcharra-sur-Bréda - Allevard - Goncelin - Brignoud - Lancey - Grenoble-Universités-Gières - Échirolles - Grenoble - Moirans - Saint-Marcellin.
  - Ligne Saint-Pierre-d'Albigny - Albertville - Moûtiers - Bourg-Saint-Maurice.
  - Ligne Saint-Pierre-d'Albigny - Saint-Jean-de-Maurienne - Vallée de l'Arvan - Saint-Michel - Valloire - Modane.

C'est également une gare de correspondance entre la ligne du Sillon Alpin et les lignes de Tarentaise et de Maurienne. En effet, depuis la fermeture de la voie sud, les liaisons allant de Grenoble directement vers les vallées et inversement ne sont plus assurées. Toutefois, les TGV assurant les liaisons Paris-Modane et Paris-Bourg-Saint-Maurice ne s'arrêtant pas à cette gare, les voyageurs habitant la vallée du Grésivaudan venant ou se rendant à Paris doivent impérativement assurer leur correspondance en gare de Chambéry (cela en sachant que des TGV Paris-Grenoble existent aussi).

### Intermodalité

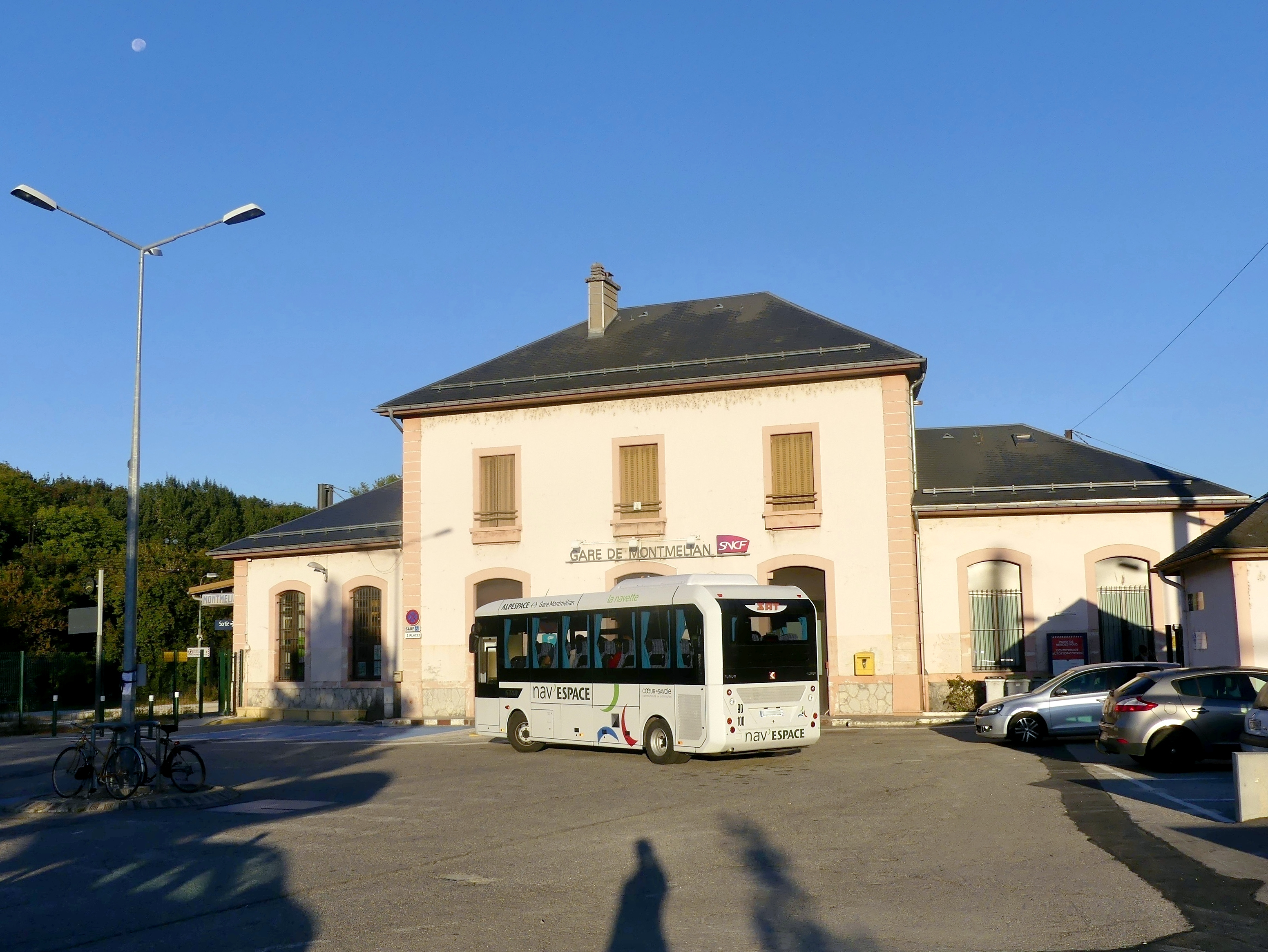
Navette Nav'Espace en gare.

Un parc pour les vélos et un parking pour les véhicules y sont aménagés.
En outre, une navette nommée Nav'Espace assure une liaison le matin et le soir entre la gare de Montmélian et le parc d'activités Alpespace situé à quelques kilomètres.

## Service des marchandises
Montmélian est une gare Fret SNCF ouverte aux services train massif et wagon isolé (pour un client).

## Galerie de photographies

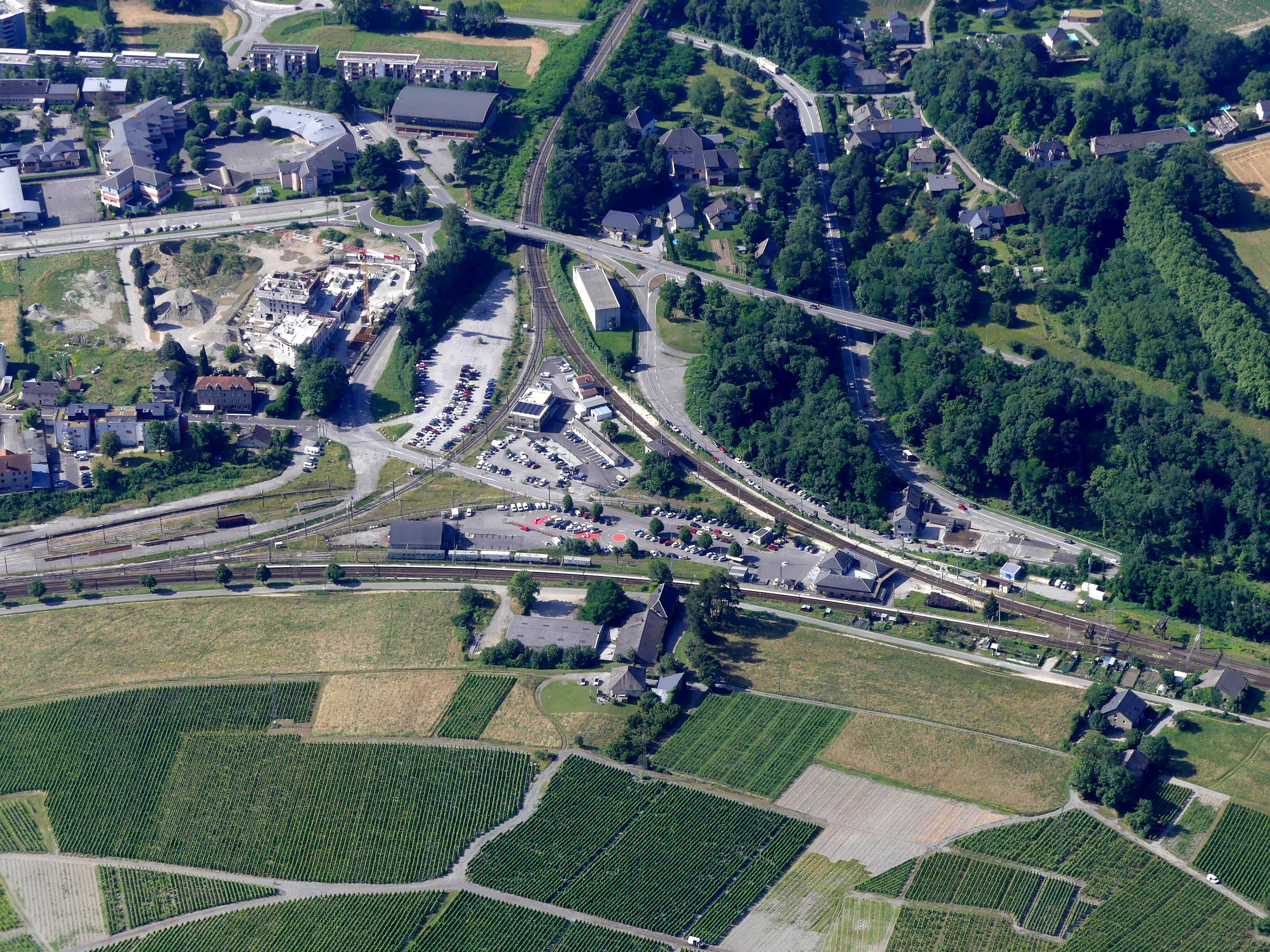
Vue aérienne de la gare avec la ligne de la Maurienne au premier plan et la ligne pour Grenoble en haut.

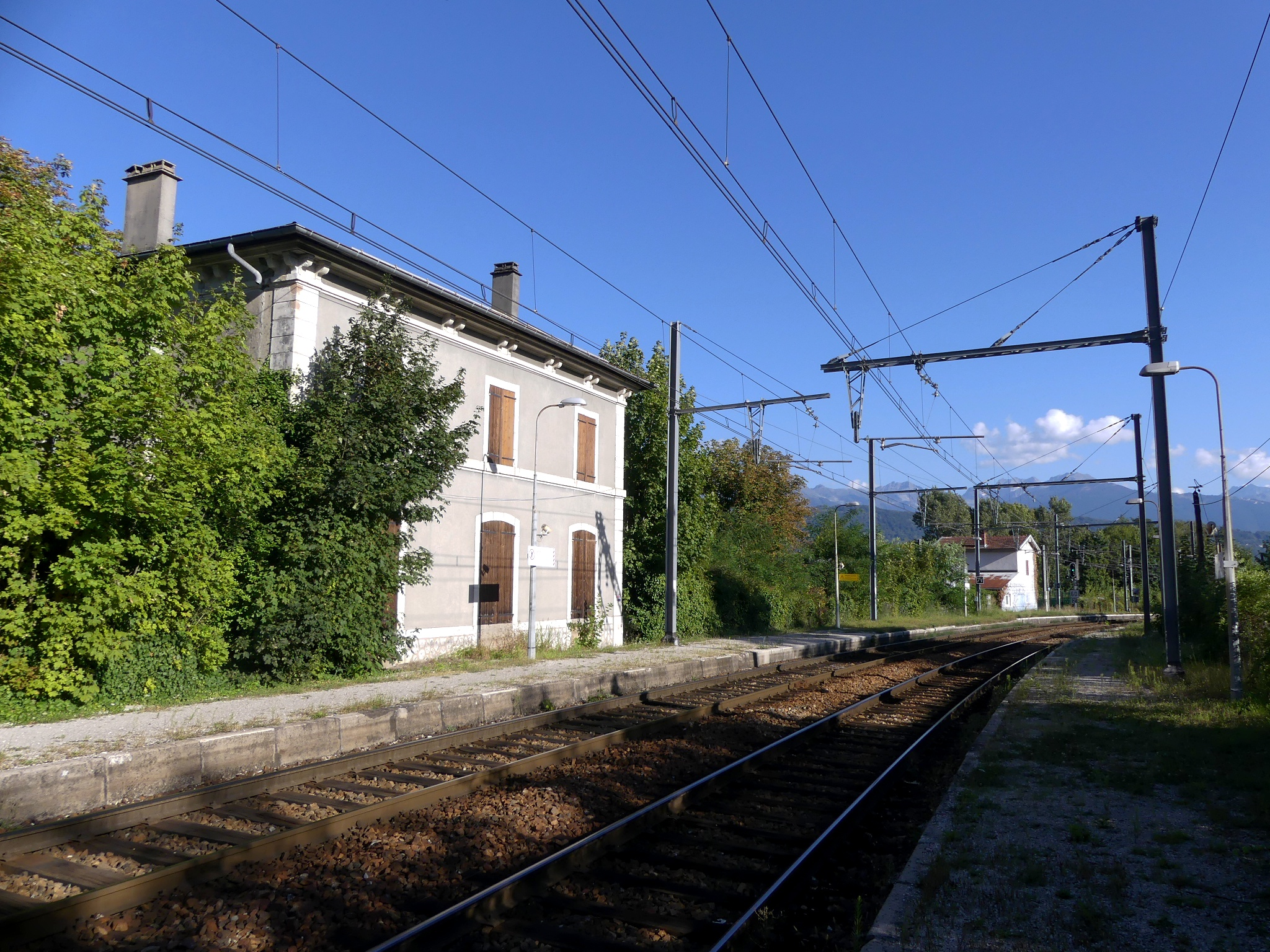
Premier bâtiment voyageurs, remontant à 1853.
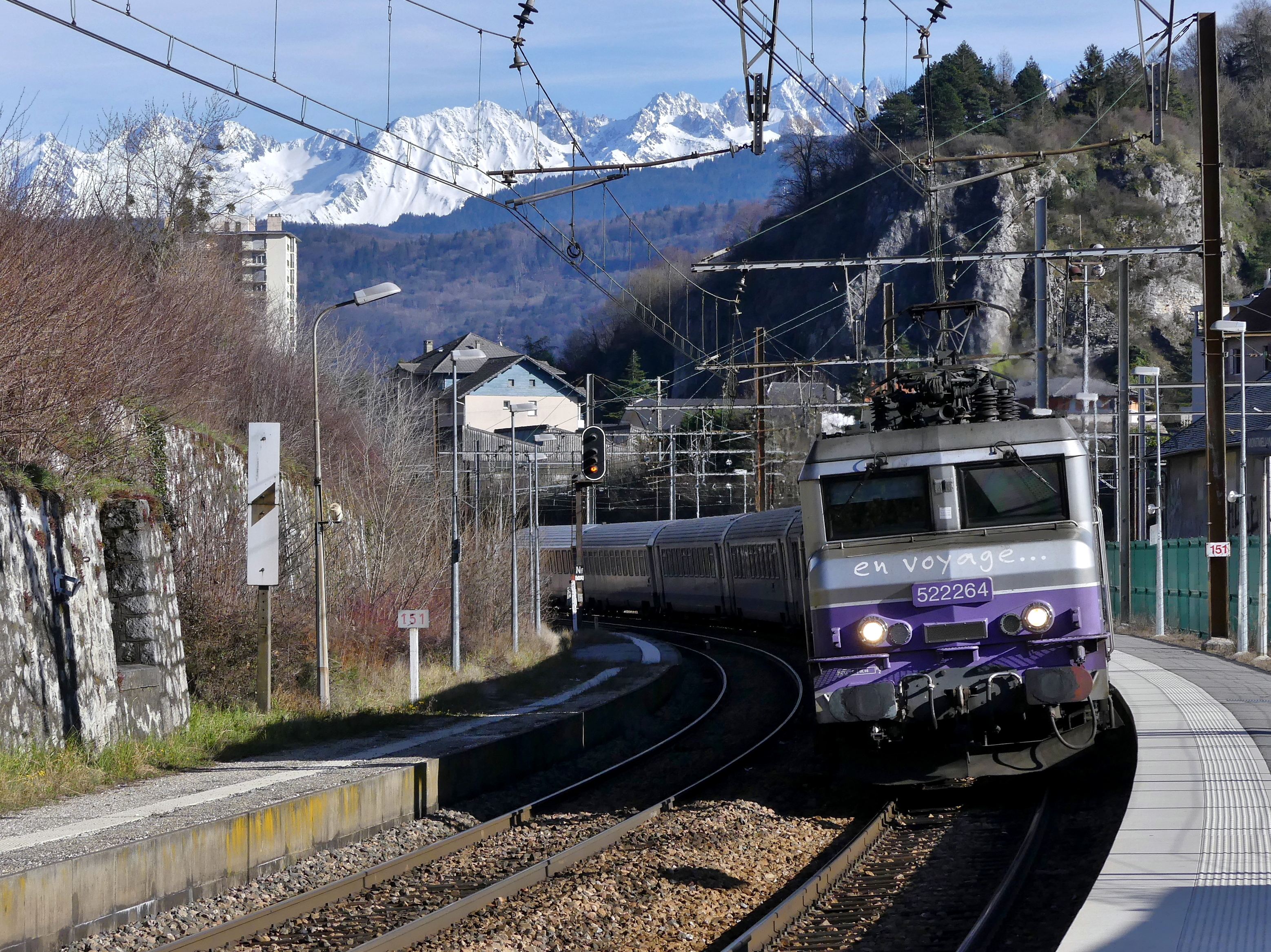
TER sur la liaison Lyon-Modane.
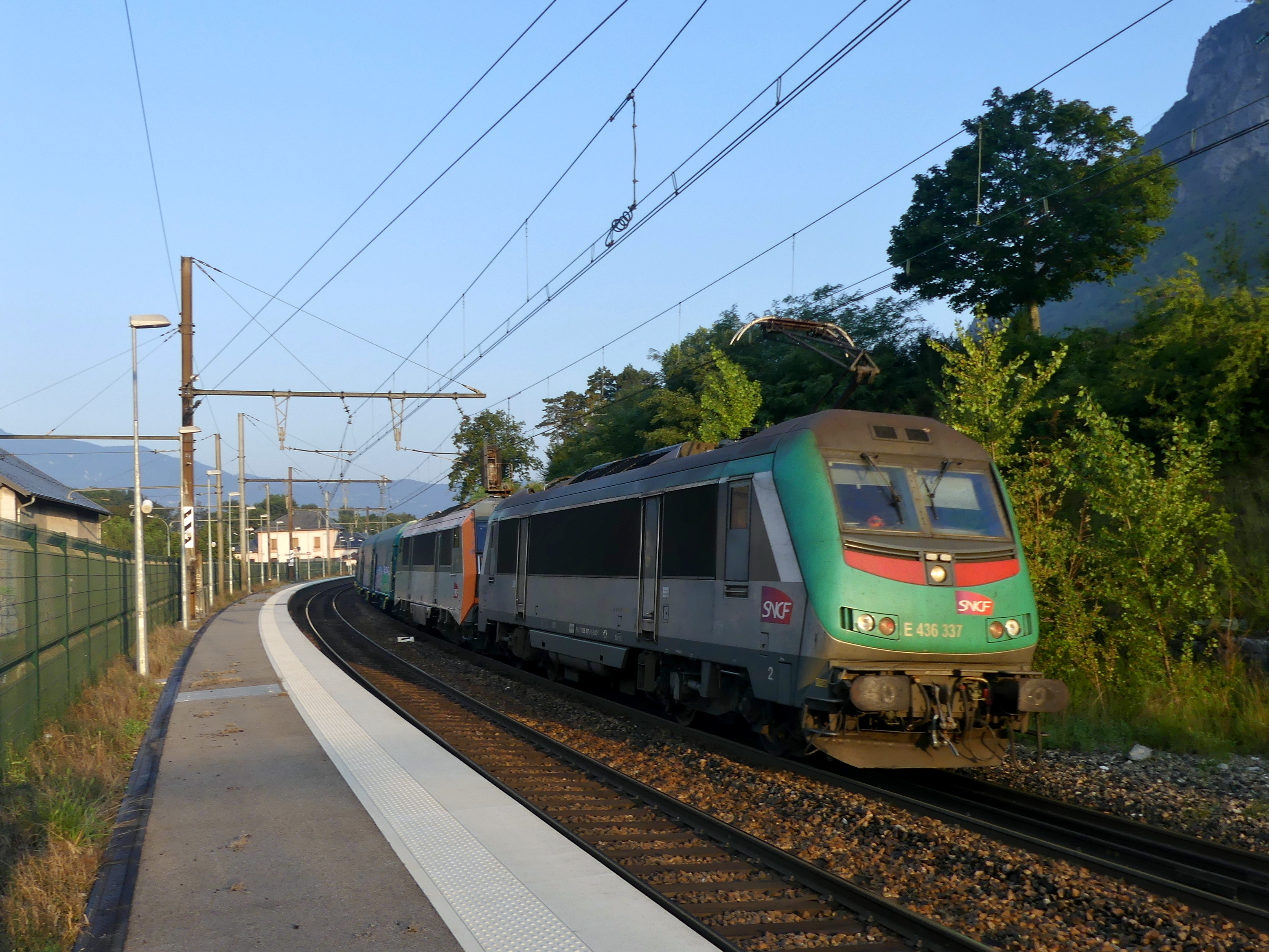
Train de marchandises.
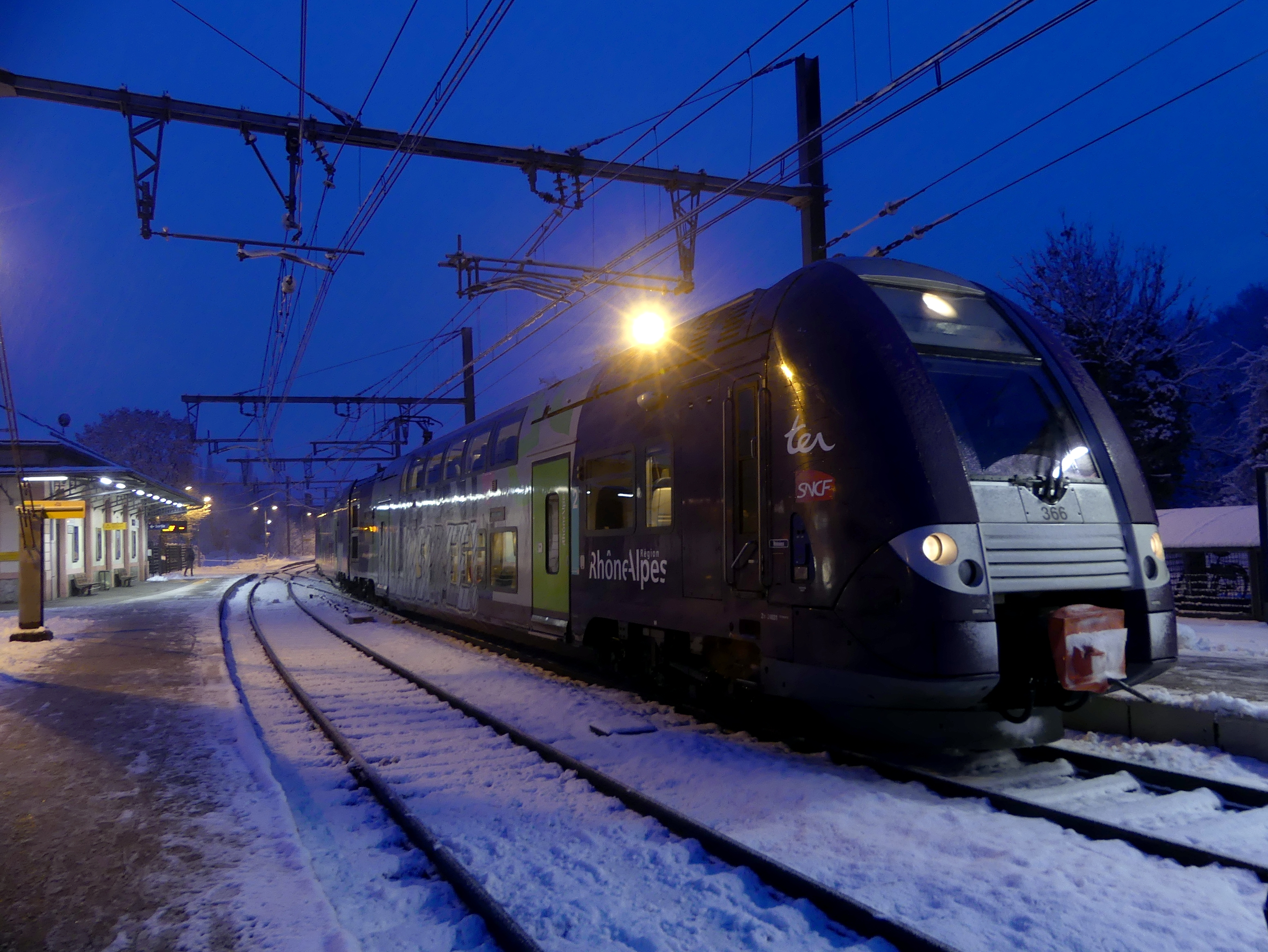
TER Grenoble - Chambéry.